# Xã Harper, Quận Cleveland, Arkansas
Xã Harper (tiếng Anh: Harper Township) là một xã thuộc quận Cleveland, tiểu bang Arkansas, Hoa Kỳ. Năm 2010, dân số của xã này là 538 người.